# Campionato italiano di hockey su ghiaccio 2012-2013
Il Campionato italiano di hockey su ghiaccio 2012-2013 è articolato in Serie A e Serie A2, organizzate da FISG e LIHG, Serie C, organizzata dalla federazione, e Serie D, organizzata dai comitati regionali federali.

## Serie A
Nella massima serie vengono confermate 9 squadre partecipanti all'edizione precedente, con l'aggiunta del Milano Rossoblu (vincitore della serie A2) che va a sostituire la formazione del Vipiteno (classificatasi all'ultimo posto l'anno prima). 
Vi parteciparono quindi dieci squadre, tutte dislocate nel nord Italia ed in particolare, tranne due, nel Triveneto. Le squadre iscritte erano:
- Alleghe
- Asiago
- Bolzano- Campione in carica
- Cortina
- Fassa Falcons
- Milano Rossoblu
- Pontebba
- Ritten-Renon
- Valpellice
- Val Pusteria

La formula del campionato ricalca quella dell'anno precedente: dopo una Prima Fase, la stagione regolare, con un doppio girone di andata e ritorno tra tutte le squadre iscritte al campionato (per un totale di 36 giornate) ebbe luogo la Seconda Fase del torneo con la suddivisione delle squadre in due gironi: un primo girone a 5 squadre (quelle classificatesi dal 6º al 10º posto in regular season) ed un secondo girone sempre a 5 squadre (le classificate dal 1º al 5º posto nella Prima Fase).
Nella Terza Fase infine ebbero luogo i playoff scudetto (giocati al meglio di 7 incontri).
In tutte le fasi dei play-off aveva il diritto del primo incontro in casa (e dell'eventuale bella) la squadra meglio classificata al termine della Prima Fase.
Il Campionato iniziò a fine settembre per terminare a metà aprile.
Come punteggio vennero attribuiti 3 punti per la vittoria entro i 60 minuti di gioco; 1 punto per ciascuna squadra in caso di pareggio più un punto per la squadra che si aggiudicò l'incontro nell'overtime o ai tiri di rigore.
In caso di parità al termine di ogni incontro (Regular Season e Play-Off) venne prevista la disputa di un tempo supplementare di 5 minuti (in 4 contro 4) senza rifacimento del ghiaccio, al quale far seguire gli eventuali tiri di rigore (una serie di 5 rigori a differenza di 3 come avvenne invece nella stagione precedente).
| Squadre iscritte alla A nel campionato 2012/13 | Squadre iscritte alla A nel campionato 2012/13 | Squadre iscritte alla A nel campionato 2012/13 | Squadre iscritte alla A nel campionato 2012/13 | Squadre iscritte alla A nel campionato 2012/13 |
| Club                                           | Città                                          | Arena                                          | Capacità                                       |                                                |
| ---------------------------------------------- | ---------------------------------------------- | ---------------------------------------------- | ---------------------------------------------- | ---------------------------------------------- |
| Alleghe Hockey                                 | Alleghe                                        | Stadio Alvise De Toni                          | 2.500                                          |                                                |
| Asiago Hockey                                  | Asiago                                         | Odegar                                         | 3.000                                          |                                                |
| Aquile FVG                                     | Pontebba                                       | PalaVuerich                                    | 2.000                                          |                                                |
| HC Bolzano                                     | Bolzano                                        | Palaonda                                       | 7.220                                          |                                                |
| SG Cortina                                     | Cortina d'Ampezzo                              | Stadio Olimpico del Ghiaccio                   | 2.700                                          |                                                |
| Milano Rossoblu                                | Milano                                         | Stadio del ghiaccio Agorà                      | 4.000                                          |                                                |
| HC Pustertal                                   | Brunico                                        | Leitner Solar Arena                            | 2.050                                          |                                                |
| SV Ritten                                      | Collalbo                                       | Arena Ritten                                   | 1.200                                          |                                                |
| HC Val di Fassa                                | Alba di Canazei                                | Gianmario Scola                                | 3.500                                          |                                                |
| HC Valpellice                                  | Torre Pellice                                  | Cotta Morandini                                | 2.440                                          |                                                |

## Serie A2
Per la serie A2 erano iscritte al campionato 8 squadre. Anche in questo caso le squadre sono concentrate tutte in nord Italia, particolarmente in Alto Adige (7 squadre su 8).
- Eppan-Appiano
- EV Bozen
- Kaltern-Caldaro
- Neumarkt-Egna
- Gherdëina
- Merano Junior
- Pergine
- Vipiteno Broncos

Il campionato ha inizio, come per la A1, a fine settembre. 
Per la stagione 2012/13 la stagione regolare ha previsto un triplo girone di andata e di ritorno.
Le prime due squadre andarono direttamente in semifinale dove aspettarono i vincitori del primo turno dei playoff che si disputarono tra le squadre classificate dal 3º al 6º posto, mentre le ultime due classificate si affrontarono nei playout.
| Squadre iscritte alla A2 nel campionato 2012/13 | Squadre iscritte alla A2 nel campionato 2012/13 | Squadre iscritte alla A2 nel campionato 2012/13 | Squadre iscritte alla A2 nel campionato 2012/13 | Squadre iscritte alla A2 nel campionato 2012/13 |
| Club                                            | Città                                           | Arena                                           | Capacità                                        |                                                 |
| ----------------------------------------------- | ----------------------------------------------- | ----------------------------------------------- | ----------------------------------------------- | ----------------------------------------------- |
| EV Bozen 84                                     | Bolzano                                         | Pista da ghiaccio Sill                          | 2.500                                           |                                                 |
| HC Eppan                                        | Appiano sulla Strada del Vino                   | Stadio del Ghiaccio di Appiano                  | 1.500                                           |                                                 |
| HC Gherdëina                                    | Selva di Val Gardena                            | Pranives                                        | 2.000                                           |                                                 |
| SV Kaltern                                      | Caldaro sulla strada del vino                   | Palaghiaccio Caldaro                            | 1.500                                           |                                                 |
| HC Merano J                                     | Merano                                          | MeranArena                                      | 3.000                                           |                                                 |
| WSV Sterzing Broncos                            | Vipiteno                                        | DiscoArena                                      | 1.700                                           |                                                 |
| HC Neumarkt                                     | Egna                                            | WürthArena                                      | 1.200                                           |                                                 |
| ASH Pergine                                     | Pergine Valsugana                               | Stadio del ghiaccio di Pergine                  | 2.500                                           |                                                 |

## Coppa Italia
Alla coppa Italia 2012-13 accedono 4 squadre, le prime quattro classificate al termine del primo girone di andata e ritorno di serie A. Le 4 squadre si incontrano per la final four al Palasport Tazzoli di Torino il 12 e il 13 gennaio 2013.
|  | Semifinali | Semifinali   | Semifinali |         |   | Finale     | Finale | Finale |  |
|  |            |              |            |         |   |            |        |        |  |
|  | 1          | Val Pusteria | 1          |         |   |            |        |        |  |
|  | 1          | Val Pusteria | 1          |         |   |            |        |        |  |
|  | 4          | Valpellice   | 5          |         |   |            |        |        |  |
|  | 4          | Valpellice   | 5          |         | 4 | Valpellice | 7      |        |  |
|  |            |              |            |         | 4 | Valpellice | 7      |        |  |
|  |            |              | 2          | Alleghe | 3 |            |        |        |  |
|  | 2          | Alleghe      | 2          | Alleghe | 3 | 3†         |        |        |  |
|  | 2          | Alleghe      |            |         |   |            |        |        |  |
|  | 3          | Ritten-Renon | 2          |         |   |            |        |        |  |

†: partita terminata ai tempi supplementari
‡: partita terminata ai tiri di rigore
 L'Hockey Club Valpellice vince la sua prima Coppa Italia, che è anche il primo trofeo per la squadra di Torre Pellice.

## Supercoppa italiana
Per la Supercoppa italiana si sono affrontate, in gara unica (disputata a Cortina d'Ampezzo), l'Hockey Club Bolzano, squadra vincitrice dell'ultimo campionato e la SG Cortina, detentrice della Coppa Italia.
Gara Unica
| Cortina d'Ampezzo 18 settembre 2012 | Cortina        | 3 – 3 (d.t.s.) (2-2; 0-0; 1-1) referto                        | Bolzano | Stadio Olimpico del Ghiaccio |
| \| \| \| \| \| Siddall 02:59 De Bettin 05:56 Menardi (Gron) 46:06 \| Marcatori \| 08:37 Bernard (Borgatello) PP 18:53 Walcher SH 53:51 Flynn PP \| \| Gron Siddall Edwardson Felicetti \| Shootout 0 – 1 \| Insam Sharp McCutcheon Flynn \| |                |                                                               |         |                              |
| |                |                                                               |         |                              |
| Siddall 02:59 De Bettin 05:56 Menardi (Gron) 46:06 | Marcatori      | 08:37 Bernard (Borgatello) PP 18:53 Walcher SH 53:51 Flynn PP |         |                              |
| Gron Siddall Edwardson Felicetti | Shootout 0 – 1 | Insam Sharp McCutcheon Flynn                                  |         |                              |

  L'HC Bolzano ha vinto la sua quarta Supercoppa italiana, battendo ai rigori il Cortina col risultato di 4-3.